# HxD
HxD — hex-редактор, дисковый редактор и редактор памяти, разработанный Майелем Гёрцем (Maël Hörz) для операционной системы Windows, является программным обеспечением, распространяемым бесплатно. Этот редактор может открывать файлы размером более 4 ГБ и редактировать содержимое дисковых накопителей, а также отображать и изменять используемую память запущенных процессов. Среди прочих функций, он может вычислять различные контрольные суммы, сравнивать файлы или безвозвратно удалять файлы.
HxD распространяется как бесплатное программное обеспечение (Freeware) и доступен на нескольких языках.

## Функции программы
Основные функции:
- Редактор дисков (для Windows 9x/NT и выше)
- Редактор памяти
- Складывание данных для отображения/скрытия разделов памяти.
- Инспектор данных
- Конвертирование текущих данных в различные типы для редактирования и просмотра
- Открытая платформа с возможностью расширения новыми пользовательскими конвертерами типов
- Множественные файлы представлены смешанным интерфейсом в виде вкладок и множественного документа
- Возможность загрузки и редактирования больших файлов до 8 эксабайт
- Частичная загрузка файла для повышения производительности
- Поиск и замена для нескольких типов данных (включая Unicode-строки, числа с плавающей запятой и целые числа)
- Вычисление и проверка контрольных сумм и хэшей
- Операции с файлами
- Файловый дезинтегратор для безопасного удаления файлов
- Разделение или объединение файлов
- Сравнение файлов (только по байту)
- Импорт и экспорт шестнадцатеричных файлов (Intel HEX, Motorola S-record)
- Экспорт данных в несколько форматов
- Исходный код (C, Pascal, Java, C#, VB.NET, PureBasic)
- Форматированный вывод (обычный текст, HTML, RTF, TeX)
- Статистический вид: Графическое представление распределения символов
- Доступно в 32-битной и 64-битной версиях (включая редактор памяти)

## Посмотрите также
- HEX-редактор